# Hoàng Quốc Khánh (Cao Bằng)
Hoàng Quốc Khánh (sinh ngày 30 tháng 9 năm 1974, người Giáy) là Đại biểu Quốc hội nước Cộng hòa xã hội chủ nghĩa Việt Nam. Ông hiện là Tỉnh ủy viên, Phó Trưởng Đoàn Đại biểu Quốc hội chuyên trách tỉnh Lai Châu, Ủy viên Ủy ban Pháp luật của Quốc hội, Đại biểu Quốc hội khóa XV từ Lai Châu. Ông từng là Ủy viên Đảng đoàn, Ủy viên Thường trực, Trưởng Ban Pháp chế Hội đồng nhân dân tỉnh Lai Châu; Bí thư Huyện ủy Tam Đường, Lai Châu.
Hoàng Quốc Khánh là đảng viên Đảng Cộng sản Việt Nam, học vị Cử nhân Luật Kinh tế, Cao cấp lý luận chinh trị. Ông có sự nghiệp đều công tác ở tỉnh Lai Châu.

## Xuất thân và giáo dục
Hoàng Quốc Khánh sinh ngày 30 tháng 9 năm 1974 tại thị trấn Hát Lót, huyện Mai Sơn, tỉnh Sơn La, quê quán ở xã Khâm Thành, huyện Trùng Khánh, tỉnh Cao Bằng. Ông lớn lên và tốt nghiệp phổ thông ở Mai Sơn, theo học đại học ở Hà Nội và tốt nghiệp Cử nhân Luật Kinh tế. Ông được kết nạp Đảng Cộng sản Việt Nam vào ngày 30 tháng 3 năm 2006, trở thành đảng viên chính thức sau đó 1 năm, từng theo học các khóa chính trị ở Học viện Chính trị Quốc gia Hồ Chí Minh và tốt nghiệp Cao cấp lý luận chính trị. Hiện ông thường trú ở phường Đoàn Kết, thành phố Lai Châu, tỉnh Lai Châu.

## Sự nghiệp
Tháng 10 năm 2000, Hoàng Quốc Khánh được tuyển dụng công chức vào Ủy ban nhân dân tỉnh Lai Châu, bắt đầu là Chuyên viên Văn phòng Hội đồng nhân dân và Ủy ban nhân dân tỉnh Lai Châu. Tháng 4 năm 2005, khi văn phòng này được chuyển đổi, ông chuyển sang làm Chuyên viên Văn phòng Đoàn Đại biểu Quốc hội và Hội đồng nhân dân tỉnh Lai Châu, đến tháng 9 cùng năm thì thăng chức Phó Trưởng phòng Tổng hợp của Văn phòng, rồi Trưởng phòng từ tháng 4 năm 2007. Tháng 12 năm 2008, ông là Phó Chánh Văn phòng Đoàn Đại biếu Quốc hội và Hội đồng nhân dân tỉnh, giữ chức 5 năm cho đến tháng 7 năm 2013 thì được điều chuyển làm Phó Trưởng Ban Nội chính Tỉnh ủy Lai Châu để công tác cho đến tháng 11 năm 2015 thì quay trở lại vị trí cũ là Phó Chánh Văn phòng. Tháng 6 năm 2016, ông trúng cử Đại biểu Hội đồng nhân dân tỉnh Lai Châu, là Ủy viên Đảng đoàn, Ủy viên Thường trực, Trưởng ban chuyên trách Ban pháp chế Hội đồng nhân dân tỉnh. Tháng 12 năm 2018, ông được điều về thành phố Lai Châu, nhậm chức Phó Bí thư thường trực Thành ủy kiêm Trưởng Ban Tổ chức Thành ủy Lai Châu, vẫn tiếp tục kiêm nhiệm vị trí ở Hội đồng nhân dân tỉnh.
Tháng 4 năm 2020, Hoàng Quốc Khánh được điều tới huyện Tam Đường, nhậm chức Bí thư Huyện ủy Tam Đường, tới tháng 10 cùng năm thì được bầu vào Ban Chấp hành Đảng bộ tỉnh tại Đại hội Đảng bộ tỉnh Lai Châu lần thứ XIV, nhiệm kỳ 2020–2025. Năm 2021, với sự giới thiệu của Ủy ban Mặt trận Tổ quốc Việt Nam tỉnh, ông tham gia ứng cử đại biểu Quốc hội từ Lai Châu, thuộc đơn vị bầu cử số 2 gồm huyện Phong Thổ, Mường Tè, Sìn Hồ, Nậm Nhùn, rồi trúng cử Đại biểu Quốc hội khóa XV với tỷ lệ 85,27%. Ngày 23 tháng 7 năm 2021, ông được phê chuẩn làm Ủy viên Ủy ban Pháp luật của Quốc hội và Phó Trưởng Đoàn Đại biểu Quốc hội chuyên trách tỉnh Lai Châu.